# Thaya (Austria)
Thaya è un comune austriaco di 1 393 abitanti nel distretto di Waidhofen an der Thaya, in Bassa Austria; ha lo status di comune mercato (Marktgemeinde). Nel 1970 ha inglobato il comune soppresso di Peigarten, già accorpato a Thaya tra il 1938 e il 1945.